# Palmbladmanuscript

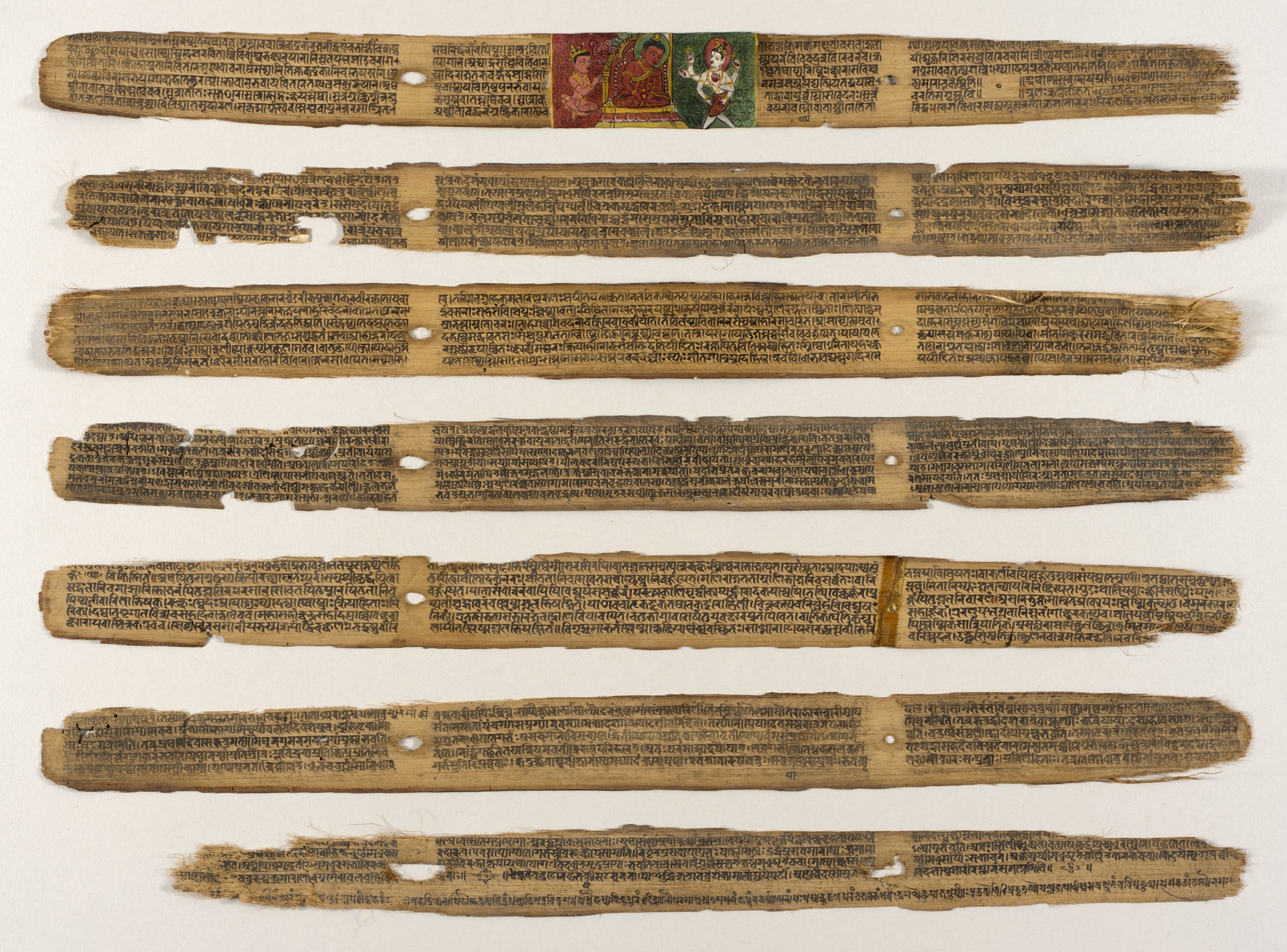
De Susruta-Samhita op palmbladeren

Een palmbladmanuscript is een handschrift op palmbladeren. Deze techniek ontstond in Zuid-Azië en verspreidde zich tot in Zuidoost-Azië en bleef intact tot in de negentiende eeuw.
De bladeren zijn afkomstig van de parasolwaaierpalm en de borassus flabellifer, waarbij de eerste groter, buigzamer en duurzamer is. Deze bladeren worden aan elkaar geregen en voorzien van een omslag.